# Verdienstmedaille „Santos-Dumont“

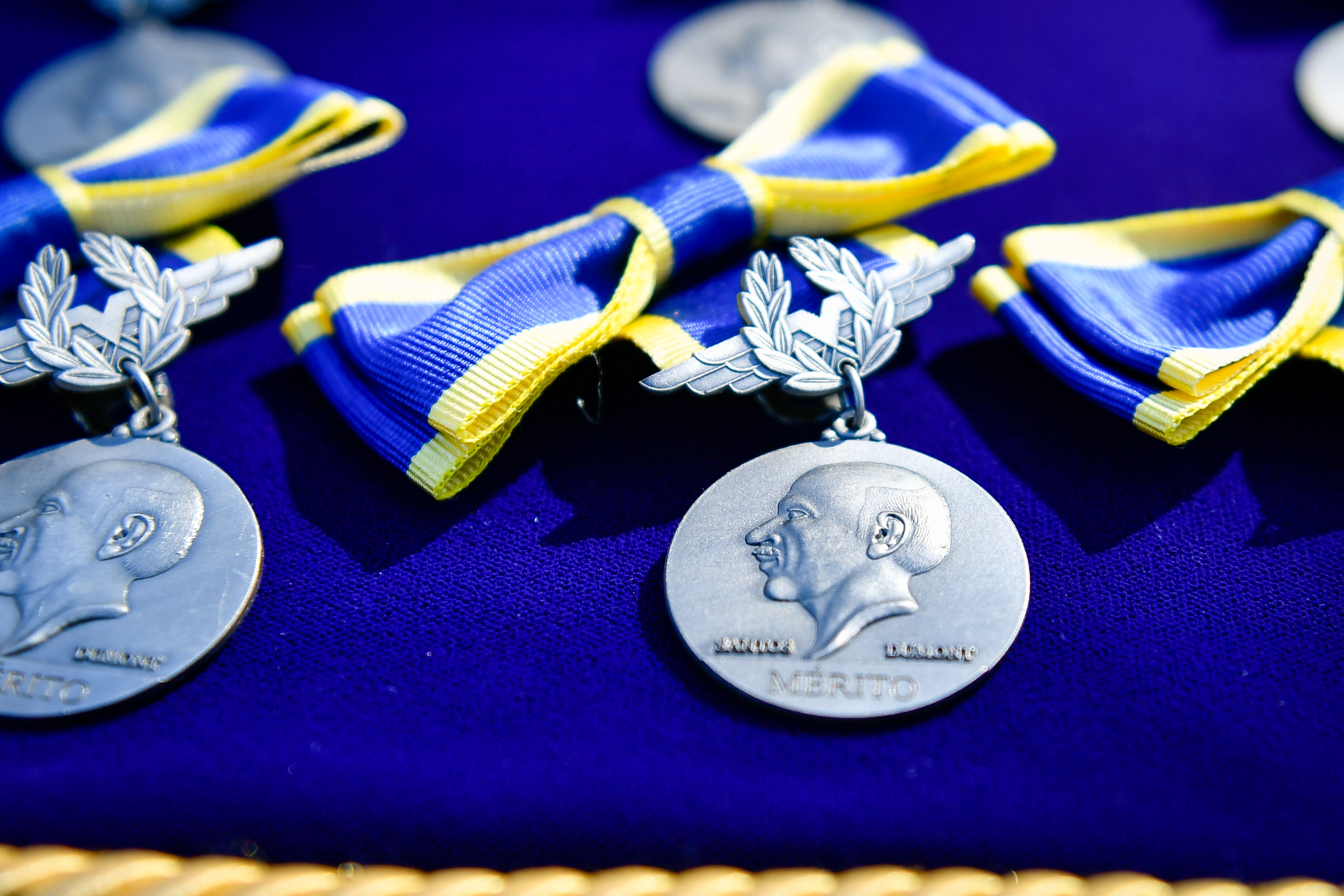
Medaille mit Band

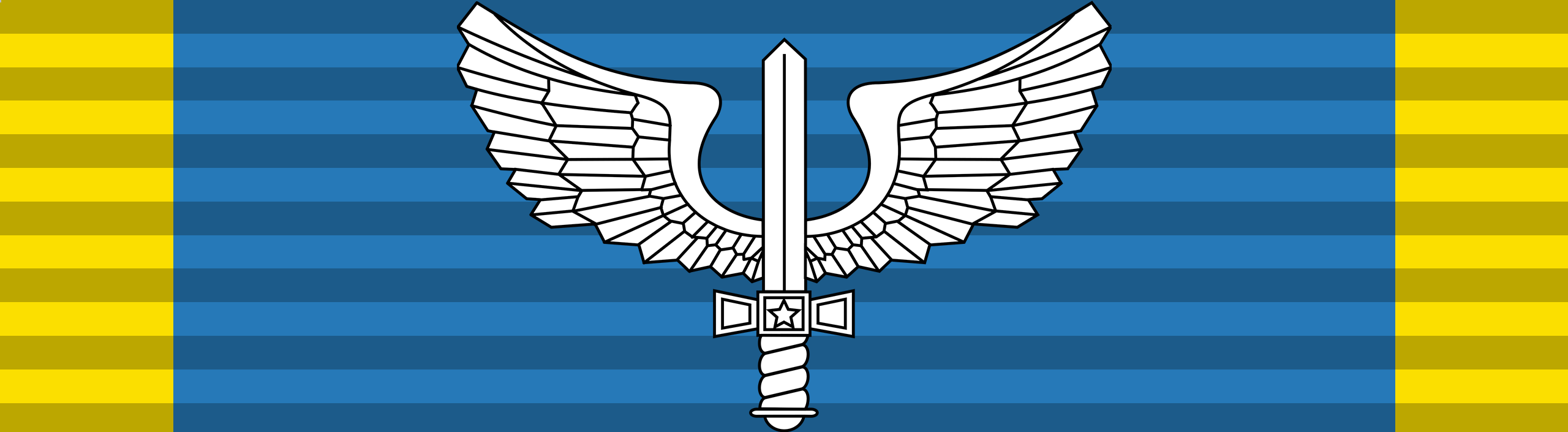
Bandschnalle

Die Santos-Dumont-Verdienstmedaille (amtlich portugiesisch Medalha do Mérito Santos-Dumont) ist ein Verdienstorden Brasiliens. Er wird an Brasilianer und Ausländer verliehen.
Er wurde am 5. September 1956 geschaffen, um besondere Verdienste für die brasilianische Luftwaffe zu ehren oder zur Anerkennung von Leistungen auf dem Gebiet der Luftfahrt.
Anlass war das 50-jährige Jubiläum des Erstflugs der Santos-Dumont 14-bis.
Die Medaille wird per Anordnung durch den Kommandeur der Luftwaffe verliehen. Über die Würde möglicher Träger der Medaille wird durch den Rat der „Verdienste Santos-Dumont“ beraten. Er setzt sich zusammen aus dem Kommandeur der Luftwaffe (Präsident), dem Stabschef der Luftwaffe, dem Befehlshaber des Generalstabs sowie, als Sekretär, dem Stabschef des Kommandeurs der Luftwaffe.